# Eschata smithi
Eschata smithi là một loài bướm đêm trong họ Crambidae.